# Миши
Миши су насељено мјесто у Босни и Херцеговини у Граду Ливну које административно припада Федерацији Босне и Херцеговине. Према попису становништва из 1991. у насељу је живјело 919 становника.

## Становништво
| Националност       | 1991.        | 1981.        | 1971.      |
| Хрвати             | 897 (97,60%) | 890 (98,99%) | 845 (100%) |
| Муслимани          | 0            | 0            | 0          |
| Срби               | 0            | 0            | 0          |
| Југословени        | 0            | 0            | 0          |
| остали и непознато | 22 (2,39%)   | 9 (1,00%)    | 0          |
| Укупно             | 919          | 899          | 845        |